# Park Kyung-hoon
Park Kyung-hoon (kor. 박경훈; ur. 19 stycznia 1961 w Seulu) – południowokoreański piłkarz grający na pozycji obrońcy. W latach 1984–1992 występował w zespole Pohang Atoms. Wystąpił w 124 spotkaniach zdobywając 4 bramki.

## Kariera reprezentacyjna
W 1980 roku zadebiutował w kadrze Korei Południowej.
W 1986 roku został powołany na Mistrzostwa Świata w Meksyku. W 1990 roku został powołany na Mistrzostwa Świata w 1990 we Włoszech.